# Eupelmus olivieri
Eupelmus olivieri is een vliesvleugelig insect uit de familie Eupelmidae. De wetenschappelijke naam is voor het eerst geldig gepubliceerd in 1899 door Kieffer.